# Teresin (gmina Leśniowice)
Teresin – wieś w Polsce położona w województwie lubelskim, w powiecie chełmskim, w gminie Leśniowice.
| SIMC    | Nazwa            | Rodzaj    |
| ------- | ---------------- | --------- |
| 0105153 | Drugi Teresin    | część wsi |
| 0105160 | Pierwszy Teresin | część wsi |
| 0105176 | Stara Wieś       | część wsi |

W latach 1975–1998 miejscowość należała administracyjnie do województwa chełmskiego. 
Wieś stanowi sołectwo gminy Leśniowice. Według Narodowego Spisu Powszechnego (III 2011 r.) liczyła 194 mieszkańców i była ósmą co do wielkości miejscowością gminy Leśniowice.
Wierni Kościoła rzymskokatolickiego należą do parafii św. Michała Archanioła w Wojsławicach.

## Historia
Według Słownika geograficznego Królestwa Polskiego z roku 1892, Teresin stanowił kolonię w  powiecie chełmskim, gminie Żmudź, parafii łacińskiej w Kumowie, ewangelickiej w  Lublinie posiadał  30 osad z gruntem 380 mórg. Wieś powstała na obszarze dóbr Leszczany.